# Fremontodendron californicum
Fremontodendron californicum är en malvaväxtart som först beskrevs av John Torrey, och fick sitt nu gällande namn av Frederick Vernon Coville. Fremontodendron californicum ingår i släktet Fremontodendron och familjen malvaväxter. Utöver nominatformen finns också underarten F. c. californicum.

## Bildgalleri

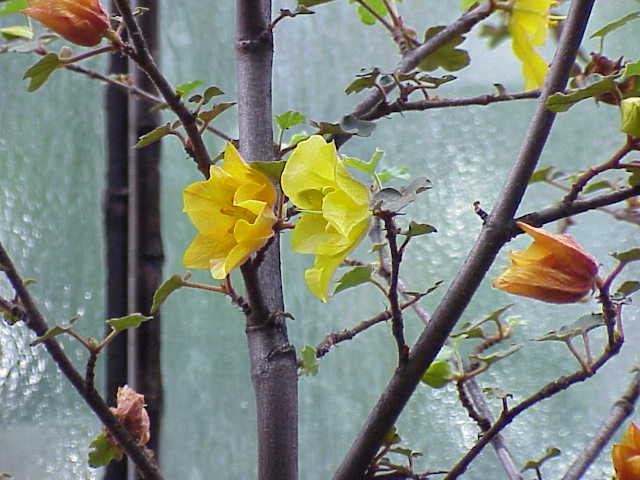
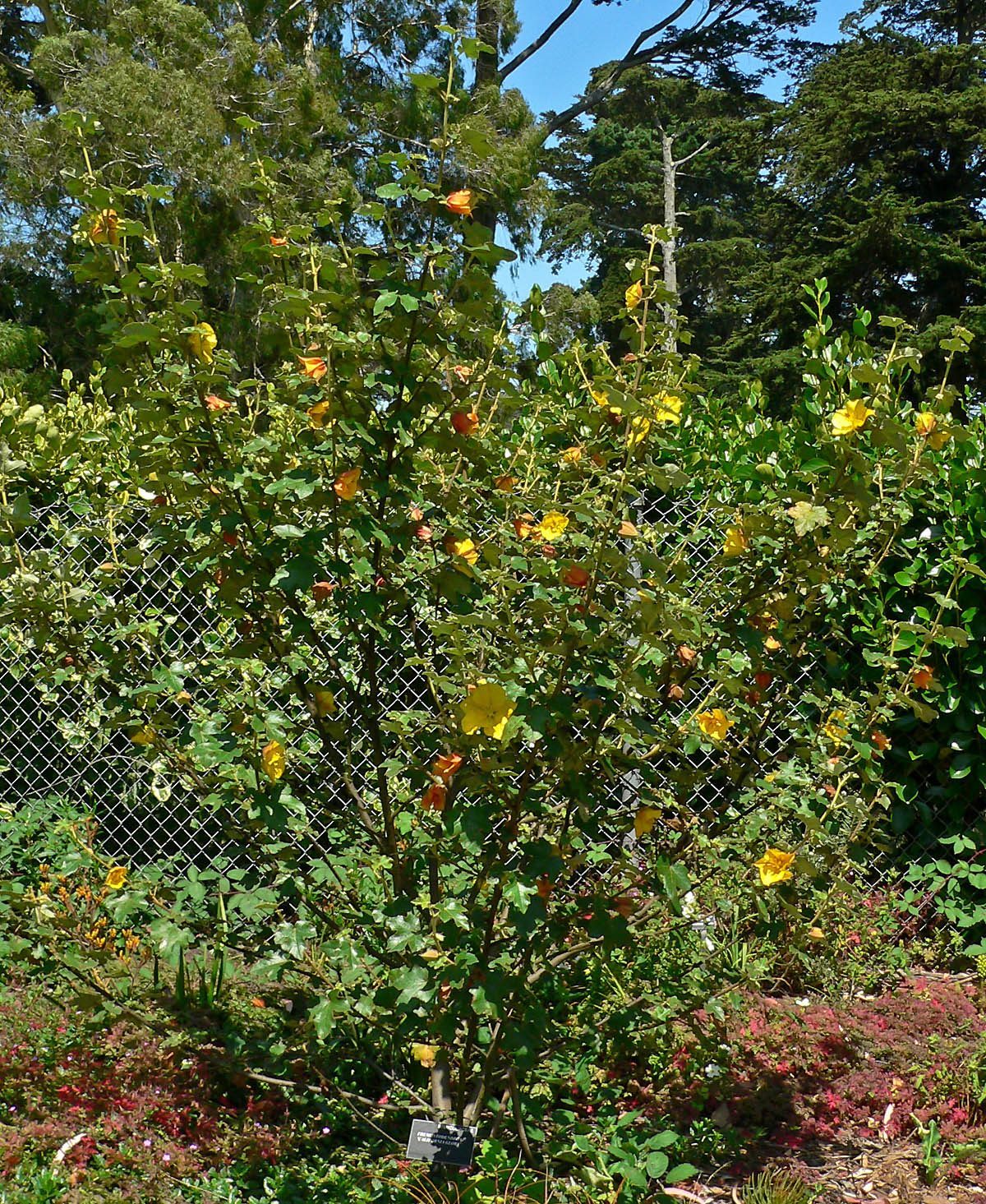
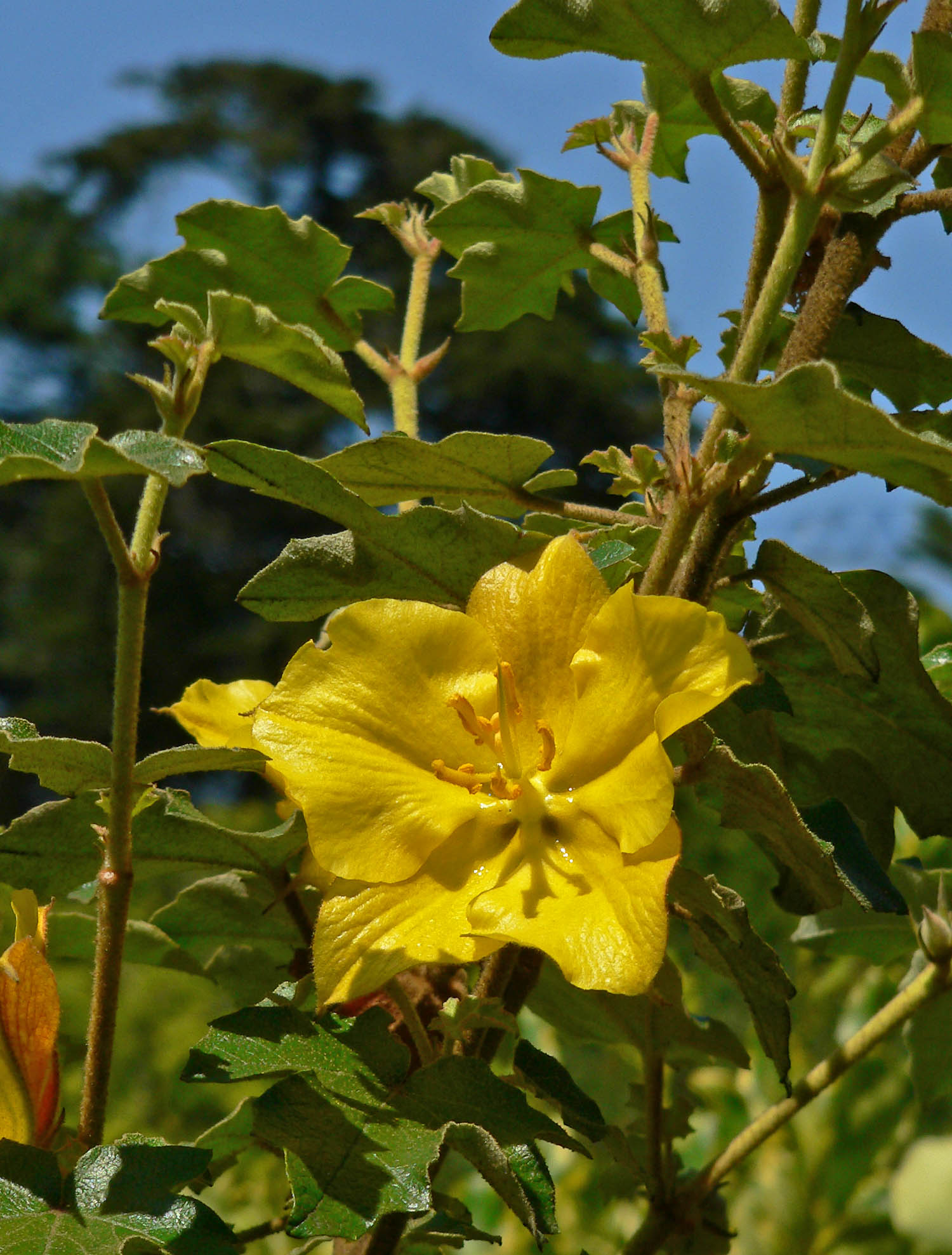
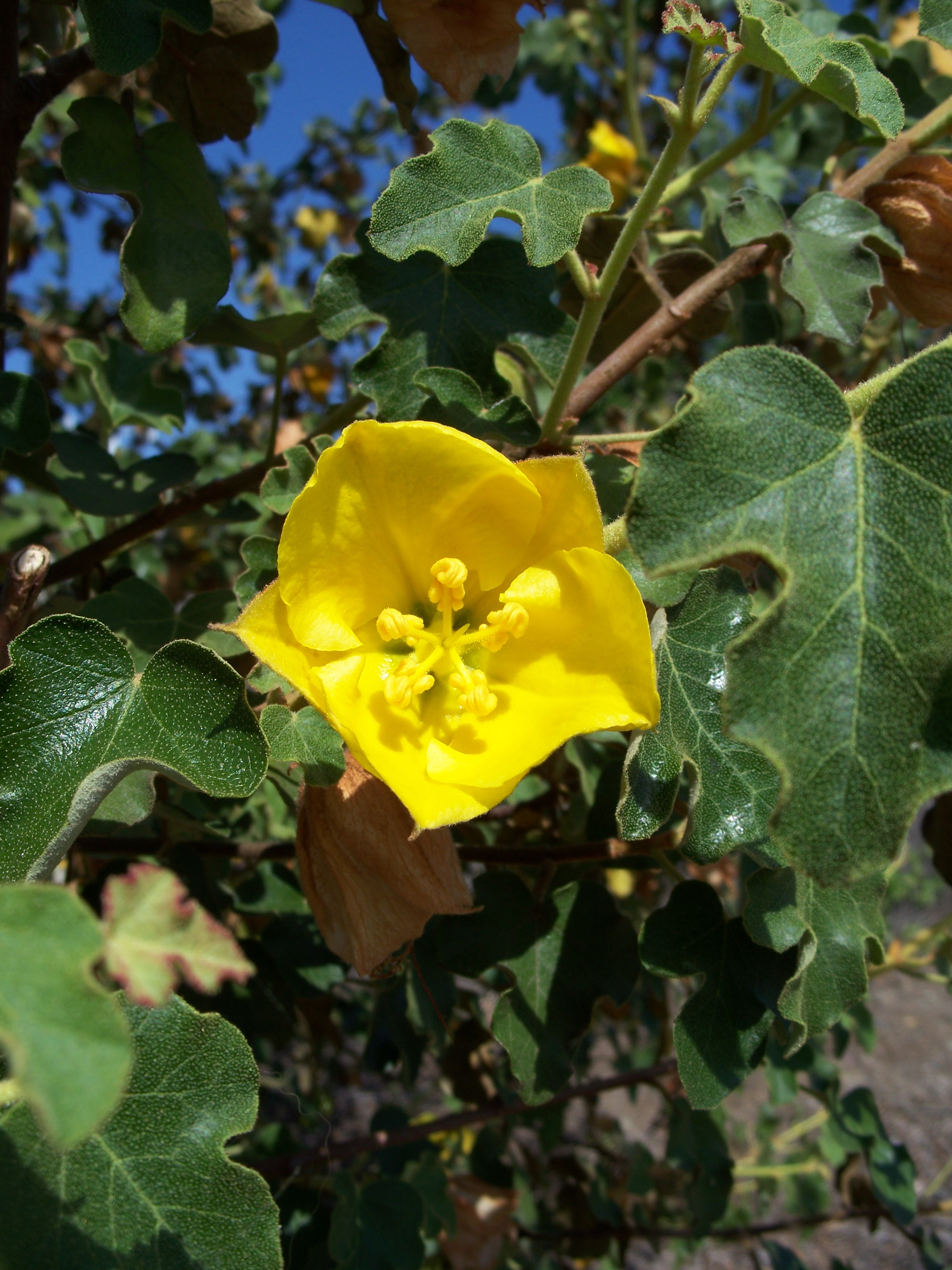
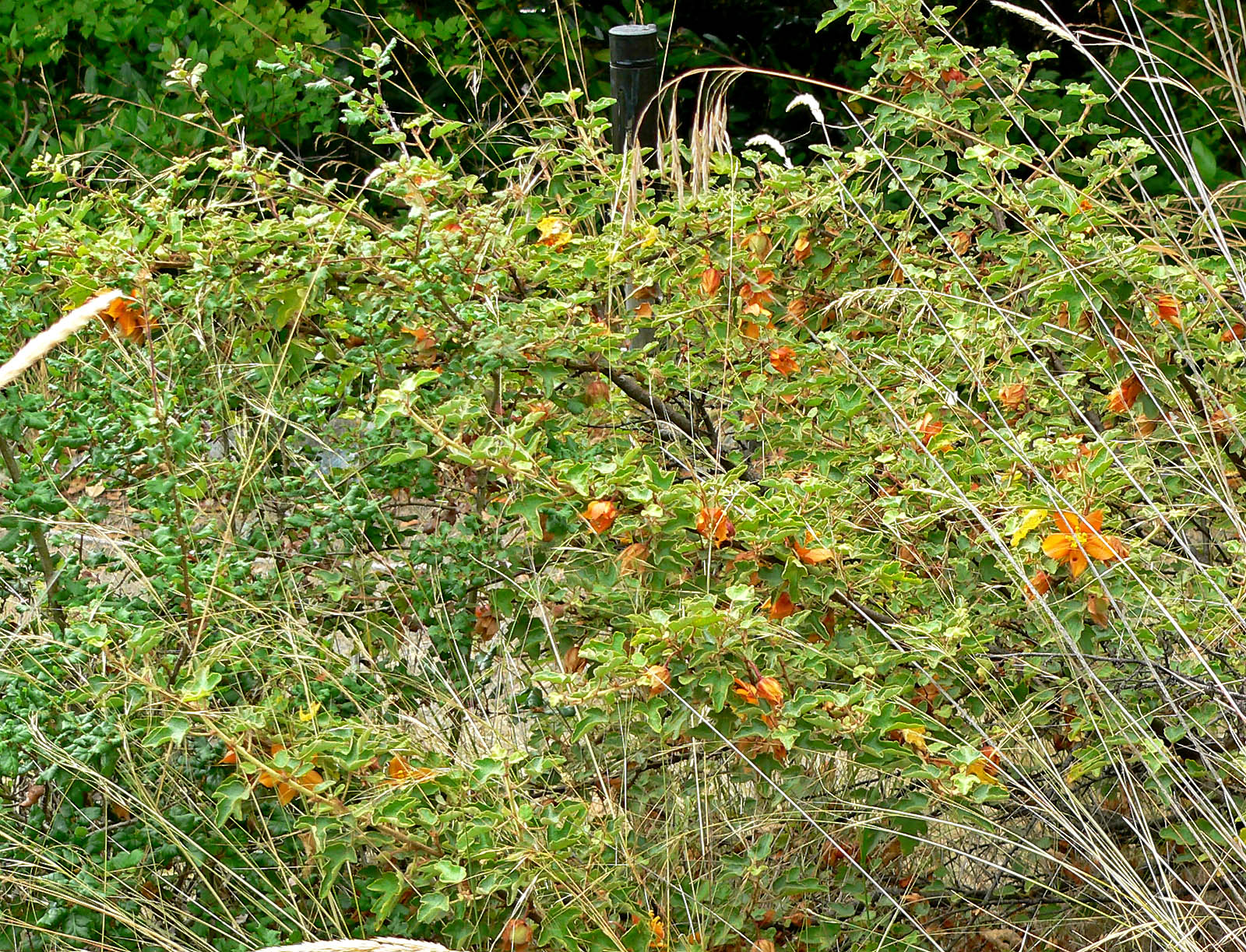
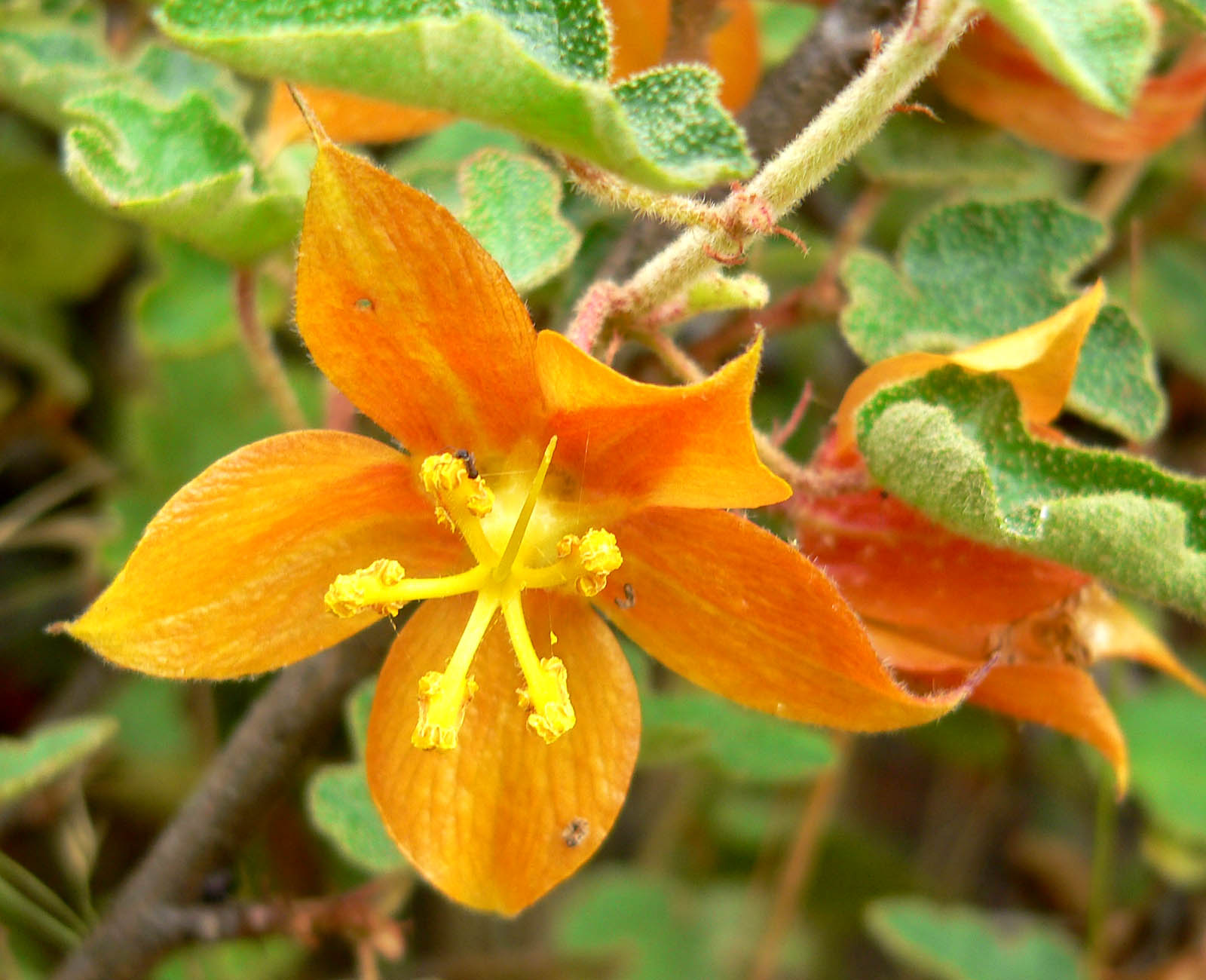